# 에스타디오 엘만티코
에스타디오 엘만티코(스페인어: Estadio Helmántico)는 스페인 카스티야이레온주 살라망카도 살라망카에 위치한 축구 경기장이다. 1970년에 건설되었으며, UD 살라망카의 홈구장으로 사용된 뒤, 현재는 살라망카 CF UDS의 홈구장으로 이용되고 있다.